# Under My Wheels
Under My Wheels es una canción de la banda de rock estadounidense Alice Cooper, perteneciente a su cuarto álbum de estudio, Killer. Fue escrita por Michael Bruce, Dennis Dunaway y Bob Ezrin.
La banda tocó la canción en el programa de televisión The Old Grey Whistle Test en 1971. Desde entonces, "Under My Wheels" ha sido una de las canciones más tocadas en los conciertos de Cooper junto a "School's Out", "I'm Eighteen" y "Billion Dollar Babies".
Fue regrabada en 1988 por Cooper y Guns N' Roses, cantada por Alice Cooper y Axl Rose, para la banda sonora de la película documental The Decline of Western Civilization Part II: The Metal Years.

## Álbumes
- Killer - 1971
- Greatest Hits - 1974
- The Life and Crimes of Alice Cooper - 1999
- Mascara and Monsters: The Best of Alice Cooper - 2001